# الهادي الجيلاني
الهادي الجيلاني (1948-)، رجل أعمال وسياسي ورئيس اتحاد الأعراف التونسيين في عهد زين العابدين بن علي.

## العائلة والأعمال
نشأ الهادي الجيلاني في عائلة برجوازية من العاصمة ترجع أصول بعض أفرادها إلى تالة حيث كان جده قايدا. درس الطب في باريس إلا أنه لم يكمل تعليمه وعاد لتونس ليساعد والده في أعماله. أنشأ عام 1981 برأس مال بلغ 41 الف دينار «شركة الخياطة رأس الجبل» في بلدة رأس الجبل التي كان يترأس بلديتها في تلك الفترة الوزير ورئيس مدير عام الشركة التونسية للبنك حسان بلخوجة. تخصصت الشركة في بداياتها في إنتاج ماركة جينز لي كوبر ثم ماركات دولية أخرى كسيليو ولويس، وتطورت عبر فتح رأسمالها (لشركة لافيكو الليبية) لتصبح أحد أهم مشغلي المنطقة. نشط الجيلاني أساسا في إنتاج النسيج والملابس وتجارتها عبر محلات لي كوبر كما استثمر في العقار عبر شركة «الشريفة» وأسس شركة «المالية التونسية» القابضة لإدارة مساهماته، وكان عضوا في مجلس إدارة بنك تونس العربي الدولي قبل ان يبيع حصته لمجموعة المبروك. في جويلية 2001 اسس حنبعل للإيجار المالي التي يديرها نجله الهاشمي وتملك مجموعته العائلية حوالي 41% من رأس مالها عبر شركتاه القابضة «التونسية» و«انفاست تراست».

## رئيس الأعراف
في جويلية 1988 وبعد أشهر من وصول بن علي إلى السلطة، تولى رئاسة الاتحاد التونسي للصناعة والتجارة والصناعات التقليدية خلفا للفرجاني بالحاج عمار الذي قاده لسنوات طويلة في عهد بورقيبة. ساند الجيلاني من موقعه نظام بن علي مساندة متواصلة وكان الاتحاد يدعم ترشحه في كل الانتخابات الرئاسية إلى جانب اتحاد الشغل واتحاد الفلاحين. شهدت فترة رئاسته انتقال المنظمة من شارع الحرية إلى مقرها الجديد في حي الخضراء في حين ظلت طريقة تسييرها هي نفسها وظل الجيلاني بدون منازع المسؤول الأول عنها طوال 23 سنة. اجبر على مغادرة المنصب في 17 جانفي 2011 بعد الثورة التونسية فخلفه بصفة مؤقتة حمادي بن سدرين ثم وداد بوشماوي. شغل أيضا في فترة ترأسه الاتحاد مقعدا في مجلسي إدارة البنك المركزي التونسي ومركز النهوض بالصادرات.

## في التجمع
انتمى الجيلاني للجنة المركزية للتجمع الدستوري الديمقراطي الحاكم منذ مؤتمره الأول في فيفري 1988 ودخل على قائمته مجلس النواب في 1989 ثم 1994 و1999 و2004 وأخيرا 2009. غادر البرلمان الذي حلّ مع الثورة فيما سحبت منه حقوقه المدنية كأحد مناشدي بن علي للترشح لانتخابات 2014.

## العلاقة مع بن علي
إضافة إلى دوره المساند كرئيس للأعراف، تقرب الجيلاني من بن علي عبر مصاهرته اياه بطريقة مضاعفة فزوّج ابنته البكر لبلحسن الطرابلسي أخ ليلى بن علي، وابنة أخرى لسفيان بن علي نجل المنصف بن علي. وفي 2010 كان أحد المشاركين في حملة مناشدة لترشح بن علي لولاية سادسة صحبة عدة شخصيات أخرى كحمدي المؤدب وصخر الماطري. تعرض إلى الملاحقة القضائية والمنع من السفر بعد هروب بن علي إلا أنه لم يعتقل عكس أعضاء عائلة الطرابلسي. اصدر القضاء في السنوات التالية احكاما بعدم سماع في حقه كاغلب مسؤولي النظام السابق، وإرجاع أملاكه المصادرة بعد كسبه للقضية في الغرض والتي رافع عنه فيها القيادي النهضاوي عبد الفتاح مورو. في نوفمبر 2011 قدّم الجيلاني اعتذاره للشعب التونسي إلا انه عاد وسحبه وبقي معارضا للثورة ومطالبا بإلغاء مصادرة أملاك الطرابلسية.

## رئيس الترجي
ترأس الهادي الجيلاني جمعية الترجي الرياضي التونسي بين 1987 و1989 وفاز معها بالثنائي في موسم 1988-1989. خلفه على رأسها نائبه (وصهر بن علي) سليم شيبوب.